# 朱寰
朱寰（1443年—？），字德充，山西都司人，官籍，明朝政治人物。

## 生平
成化七年（1471年）辛卯科山西鄉試第二名舉人，十四年（1478年）中式戊戌科會試第四十三名，三甲第九十三名進士。

## 家族
曾祖朱斌，贈都指揮使；祖父朱銘，都指揮使；父朱信。前母蕭氏，母孫氏。慈侍下。兄宪、宜、富、宥。娶李氏。